# Murg SG
| SG ist das Kürzel für den Kanton St. Gallen in der Schweiz. Es wird verwendet, um Verwechslungen mit anderen Einträgen des Namens Murg zu vermeiden. |

Murg ist eine Ortschaft und eine Ortsgemeinde der politischen Gemeinde Quarten im Kanton St. Gallen  in der Ostschweiz. Murg liegt am Südufer des Walensees auf einem Schwemmkegel des Murgbachs. Südlich des Bahnhofs überragen die Gebäude der ehemaligen Spinnerei Murg die katholische Kirche.

## Geschichte
Der Ort wurde 1045 als Murga erstmals urkundlich erwähnt und gehörte vor 1438 zur österreichischen Herrschaft Windegg, danach zur Landvogtei Gaster. Grundherrlich und kirchlich unterstand es dem Stift Schänis. Die Genosssame Murg ist im 16. Jahrhundert greifbar, 1502 mit einem Bannholzbrief, 1532 mit einem Allmendbrief und einer Alpordnung. 1803 kam Murg zur politischen Gemeinde Quarten.
1493 erfolgte die Weihe der St.-Bartholomäus-Kapelle und der Anschluss an Quarten. 1734 wurde Murg aufgrund einer Stiftung der Dorfgenossen eine selbstständige Pfarrei. 1760 erfolgte der Bau der Dorfkirche, 1975 der Neubau mit einem Pfarreizentrum.
1450 ist eine Eisenschmiede erwähnt, 1632 bis 1654 stand ein Schmelzofen des Gonzenbergwerks am Murgbach in Betrieb. 1834/35 erfolgte der Bau der Spinnerei Murg, der ältesten Baumwollspinnerei des Sarganserlandes. 1996 musste der Betrieb eingestellt werden. 1909 gründete  die Ortsgemeinde das Elektrizitätswerk Murg. Nach wie vor besitzen die Ortsbürger Boden, Wälder und Alpen bis zum Naturschutzgebiet Murgseen.

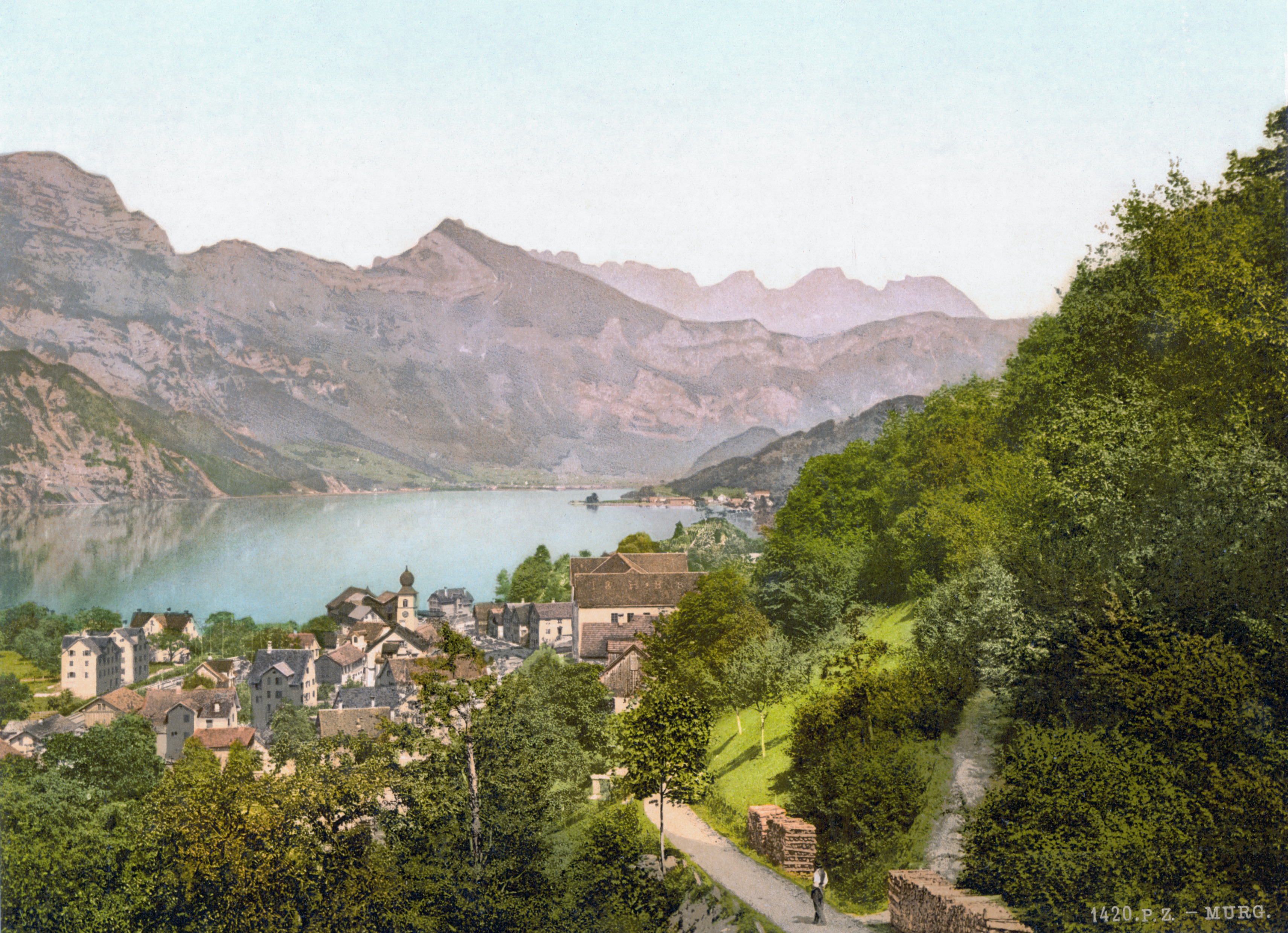
Murg um 1900
Murg mit Spinnerei Murg, 1929
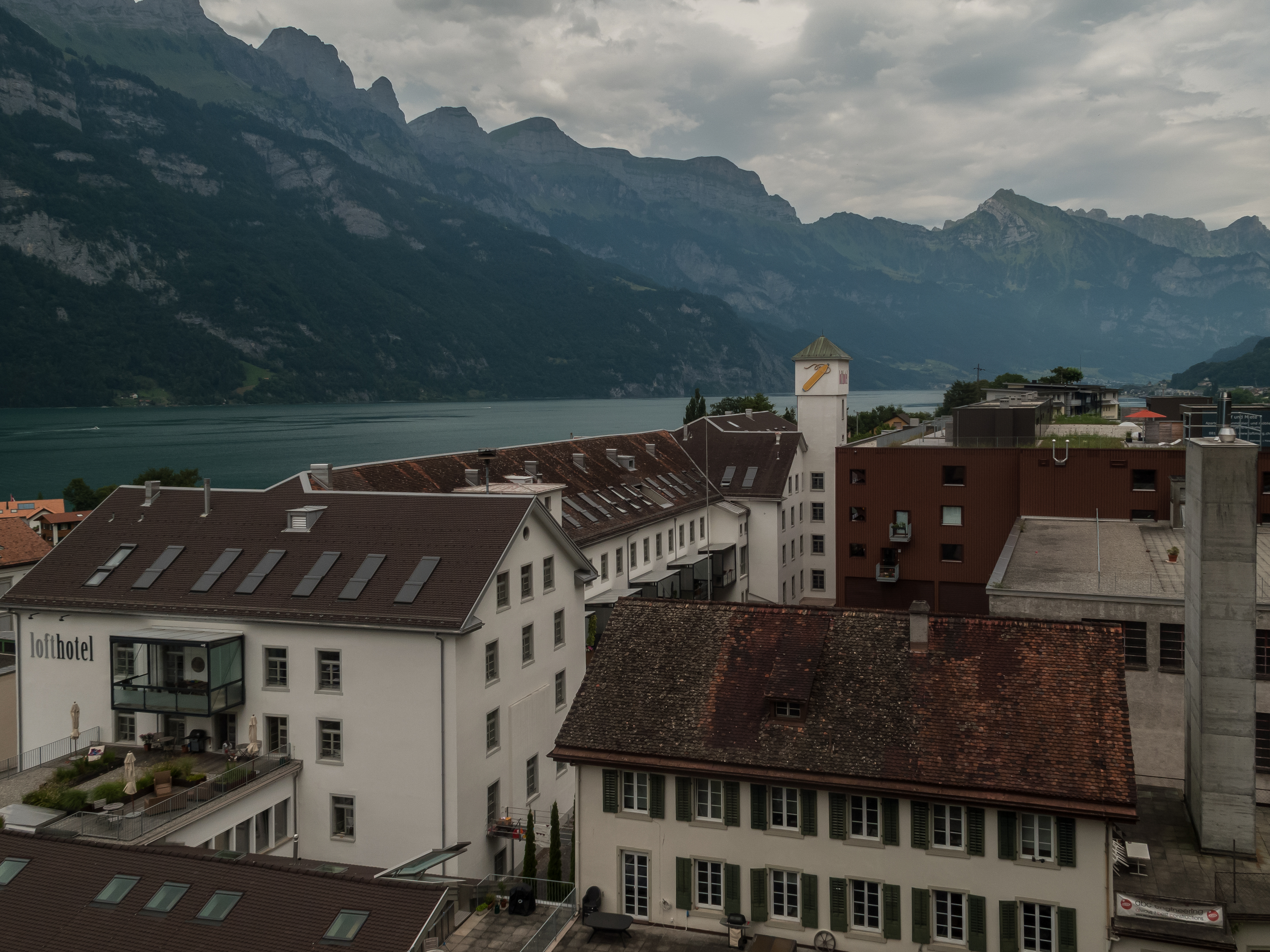
Alte Spinnerei

## Bevölkerung

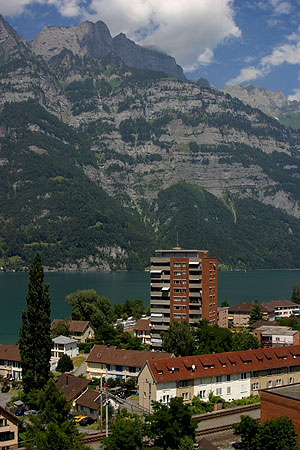
Murg

| Jahr      | 1835  | 1930  | 1990  | 2004  | 2019  | 2023  |
| Einwohner | 315   | 963   | 807   | 707   | 729   | 732   |
| Quelle    | [ 2 ] | [ 2 ] | [ 2 ] | [ 2 ] | [ 1 ] | [ 3 ] |

## Verkehr
Murg liegt an der Hauptstrasse Zürich–Chur und hat einen Anschluss der parallel verlaufenden Autobahn A3. Im öffentlichen Verkehr hat Murg einen Bahnhof an der Bahnstrecke Zürich–Chur und einen Schiffsanlegepunkt des Schiffsbetriebs Walensee. Vom Hafen Murg fährt die Fähre ganzjährig nach Quinten am Nordufer des Walensees. Die Feinerschliessung auf der Strasse erfolgt durch die Bus Ostschweiz mit der Linie Murg–Walenstadt.

## Tourismus
Unmittelbar am Ufer des Walensees befinden sich der Campingplatz und das Strandbad. Durch das Murgtal gelangt man von Murg aus zu den Murgseen. Murg ist für ein nördlich der Alpen aussergewöhnliches Vorkommen der Edelkastanie bekannt. Im Sommer 2025 spielt das Freiluft-Theater „Ungeheuerlich“ in Murg.

## Sehenswürdigkeiten

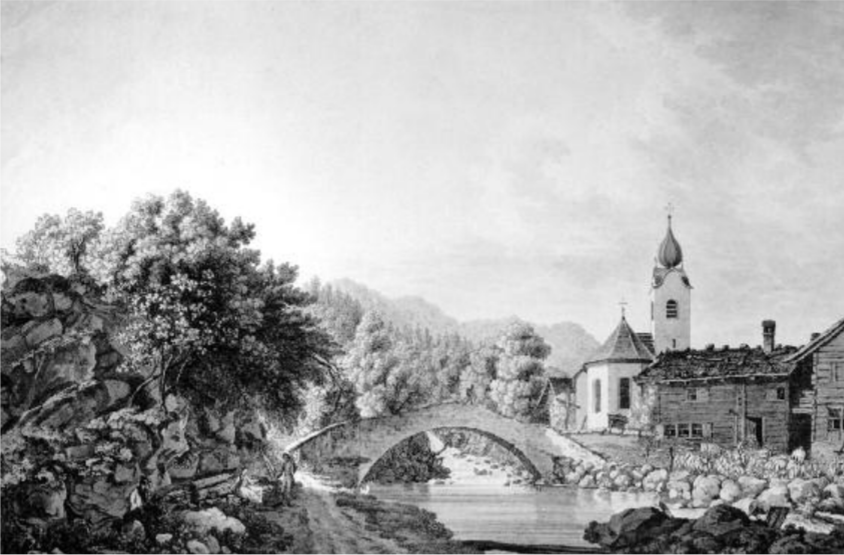
«Römerbrücke» in einem Kupferstich von Achilles Benz von Osten, dahinter die 1976 abgebrochene barocke Kirche.

In Murg steht das Denkmal für Heinrich Simon, einem Vorkämpfer der Demokratie in Deutschland, der im Jahr 1860 im Walensee ertrunken war.
Anlässlich einer Renovation wurden in der katholischen Pfarrkirche St. Johannes in Murg 2016 in der zum Murgbach gerichteten Südwand vier farbige Fenster der Glasmalerei Christoph Stoos aus Luzern angebracht. Die Kirche ist ein typischer Vertreter der in den 1970er-Jahren erstellten Kirchen (Grundsteinlegung 1976). Die Kirchenbänke sind halbkreisförmig um den Altar angeordnet. Der Gottesdienstraum bildet zusammen mit dem Pfarreizentrum, dem Sekretariat und der Pfarrwohnung sowie der Aufbahrungshalle des unmittelbar daneben liegenden Friedhofs eine bauliche Einheit.
Seit dem Herbst 2017 ist die den Murgbach überquerende «Römerbrücke» wieder fachgerecht instand gestellt. Sie bringt den für die Gegend typischen roten Verrucano-Stein zur Geltung.

## Söhne und Töchter der Gemeinde
- Titus Giger (1932–2021), Bauunternehmer und Politiker (FDP), Ortspräsident Murg (1965–1997), Nationalrat